# Макроязык (ISO 639)
ISO 639-3 является международным стандартом для языковых кодов. В определении некоторых языковых кодов, некоторые из них классифицируются как макроязыки, которые включают в себя другие языки в стандарте. Данная категория существует для оказания помощи при сопоставлении между другими наборами языковых кодов, ISO 639-2 и ISO 639-3. ISO 639-3 курируется SIL International, а ISO 639-2 — библиотекой Конгресса США.
При сопоставлении часто подразумевается, что оно охватывает сомнительные случаи, когда два варианта языка можно считать сильно расходящимися диалектами одного языка или очень близкородственными языками (диалектные континуумы). Он может также охватывать ситуации, когда есть языковые разновидности, которые иногда считаются разновидностями одного и того же языка, а иногда и разными языками по этническим или политическим, но не лингвистическим причинам. Однако, это не его основная функция и классификация здесь не равномерна. Например, «китайский»- макроязык, охватывающий многие языки, которые не являются взаимно понятными, но языки «немецкий стандартный», «баварский немецкий» и другие близкородственные языки вообще не образуют макроязык, несмотря на то, что они более взаимопонятны. Другие примеры включают таджикский язык, не являющийся частью персидского макроязыка, несмотря на множество лексических заимствований, а также урду и хинди не образуют макроязыка. Даже все диалекты хинди считаются отдельными языками. В принципе, ISO 639-2 и ISO 639-3 используют различные критерии для деления вариантов языков на языки, в 639-2 больше по общей системе письменности и литературы, в то время как 639-3 ориентируется на взаимопонимание и общую лексику. Макроязыки существуют в рамках стандарта ISO 639-3 с кодом, чтобы сделать сопоставление двух наборов легче.
- Сопоставление макроязыков ISO 639-3

Есть пятьдесят шесть языковых кодов в стандарте ISO 639-2 , которые считаются макроязыками в ISO 639-3. Использование этой категории макроязыков применяется в Ethnologue, начиная с 16-го издания
.
Некоторые макроязыки не имели конкретного языка (как определено в 639-3) в ISO 639-2, например, «ara» (арабский), но ИСО 639-3 признает различные варианты арабского языка как отдельные языки в некоторых случаях. Другие, как «nor» (норвежский) имеет две отдельных части (nno Нюнорск, nob Букмол) уже в 639-2. Это означает, что некоторые языки (например, «arb» стандартный арабский), которые были в ISO 639-2 диалектами одного языка («ara») теперь в ISO 639-3 в определённых контекстах является самостоятельными языками. Это попытка разобраться с вариантами языками, которые могут быть лингвистически отличны друг от друга, но трактуются их носителями как формы одного и того же языка, например, в случае диглоссии. Например,
- Универсальный арабский, 639-2[3]
- Стандартный арабский язык, 639-3[4]

ISO 639-2 также включает в себя коды для коллекций языки; они не совпадают с макроязыки. Эти коллекции языков исключены из ISO 639-3, потому что они никогда не ссылаются на отдельные языки. Большинство таких кодов не включены в стандарт ISO 639-5.

## Типы макроязыков
- Элементы, которые не имеют кода ISO 639-2: 4 (bnc, hbs, kln, luy)
- элементы без кода ISO 639-1: 29
- элементы, имеющие коды ISO 639-1: 32
- элементы, отдельные языки которых имеют коды ISO 639-1: 2 (hbs   — hr, bs, sr и nor   — nn, nb)

## Список макроязыков
Этот список включает только официальные данные http://www.sil.org/iso639-3.
| ISO 639-1 | ISO 639-2 | ISO 639-3 | Количество отдельных языков | Название макроязыка        |
| --------- | --------- | --------- | --------------------------- | -------------------------- |
| ak        | aka       | aka       | 2                           | Акан                       |
| ar        | ara       | ara       | 30                          | Арабский язык              |
| ay        | aym       | aym       | 2                           | Аймара                     |
| az        | aze       | aze       | 2                           | Азербайджанский язык       |
| (-)       | bal       | bal       | 3                           | Белуджский язык            |
| (-)       | bik       | bik       | 8 + отменённый 1            | Бикольский язык            |
| (-)       | (-)       | bnc       | 5                           | Бонток                     |
| (-)       | bua       | bua       | 3                           | Бурятский язык             |
| (-)       | chm       | chm       | 2                           | Марийский язык             |
| cr        | cre       | cre       | 6                           | Кри                        |
| (-)       | del       | del       | 2                           | Делаварские языки          |
| (-)       | den       | den       | 2                           | Слэйви                     |
| (-)       | din       | din       | 5                           | Динка                      |
| (-)       | doi       | doi       | 2                           | Догри                      |
| et        | est       | est       | 2                           | Эстонский язык             |
| fa        | fas/per   | fas       | 2                           | Персидский язык            |
| ff        | ful       | ful       | 9                           | Фула                       |
| (-)       | gba       | gba       | 6 + отменённый 1            | Гбая                       |
| (-)       | gon       | gon       | 2                           | Гонди                      |
| (-)       | grb       | grb       | 5                           | Гребо                      |
| gn        | grn       | grn       | 5                           | Гуарани                    |
| (-)       | hai       | hai       | 2                           | Хайда                      |
| (-)       | (-)       | hbs       | 3                           | Сербохорватский язык       |
| (-)       | hmn       | hmn       | 25 + отменённый 1           | Хмонг                      |
| iu        | iku       | iku       | 2                           | Инуктитут                  |
| ik        | ipk       | ipk       | 2                           | Инупиак                    |
| (-)       | jrb       | jrb       | 5                           | Еврейско-арабские диалекты |
| kr        | kau       | kau       | 3                           | Канури                     |
| (-)       | (-)       | kln       | 9                           | Каленьин                   |
| (-)       | kok       | kok       | 2                           | Конкани                    |
| kv        | kom       | kom       | 2                           | Коми язык                  |
| kg        | kon       | kon       | 3                           | Конго                      |
| (-)       | kpe       | kpe       | 2                           | Кпелле                     |
| ku        | kur       | kur       | 4                           | Курдский язык              |
| (-)       | lah       | lah       | 7 + отменённый 1            | Лахнда                     |
| lv        | lav       | lav       | 2                           | Латышский язык             |
| (-)       | (-)       | luy       | 14                          | Лухья                      |
| (-)       | man       | man       | 6 + отменённый 1            | Языки манден               |
| mg        | mlg       | mlg       | 11 + отменённый 1           | Малагасийский язык         |
| mn        | mon       | mon       | 2                           | Монгольский язык           |
| ms        | msa/may   | msa       | 36 + отменённый 1           | Малайский язык             |
| (-)       | mwr       | mwr       | 6                           | Марвари                    |
| ne        | nep       | nep       | 2                           | Непальский язык            |
| no        | nor       | nor       | 2                           | Норвежский язык            |
| oj        | oji       | oji       | 7                           | Оджибве                    |
| or        | ori       | ori       | 2                           | Ория                       |
| om        | orm       | orm       | 4                           | Оромо                      |
| ps        | pus       | pus       | 3                           | Пушту                      |
| qu        | que       | que       | 44                          | Кечуанские языки           |
| (-)       | raj       | raj       | 6                           | Раджастхани                |
| (-)       | rom       | rom       | 7                           | Цыганский язык             |
| sq        | sqi/alb   | sqi       | 4                           | Албанский язык             |
| sc        | srd       | srd       | 4                           | Сардинский язык            |
| sw        | swa       | swa       | 2                           | Суахили                    |
| (-)       | syr       | syr       | 2                           | Сирийский язык             |
| (-)       | tmh       | tmh       | 4                           | Туарегские языки           |
| uz        | uzb       | uzb       | 2                           | Узбекский язык             |
| yi        | yid       | yid       | 2                           | Идиш                       |
| (-)       | zap       | zap       | 57 + отменённый 1           | Сапотекские языки          |
| za        | zha       | zha       | 16 + отменённые 2           | Чжуанский язык             |
| zh        | zho/chi   | zho       | 14                          | Китайский язык             |
| (-)       | zza       | zza       | 2                           | Зазаки                     |